# Cacapaqui (Cajatambo)
Cacapaqui es una localidad peruana ubicada en el distrito de Manás, perteneciente a la provincia de Cajatambo del departamento de Lima, al centro oeste del Perú. 

## Ubicación
Cacapaqui se ubica al suroeste de la provincia de Cajatambo, en el distrito de Manás, en el departamento de Lima.

## Demografía
En 2017 Cacapaqui tenía una población de 16 habitantes y 11 viviendas.
| Gráfica de evolución demográfica de Cacapaqui entre 1993 y 2017 |
|                                                                 |
| Fuentes: Población 1993 y 2017                                  |